# Bromismus
Bromismus ist die Bezeichnung für ein Syndrom, das aus einer längeren Einnahme von Bromiden wie beispielsweise Carbromal oder Lithiumbromid resultiert.

## Geschichte
Bromismus war früher sehr verbreitet und verantwortlich für etwa 5 bis 10 % der psychiatrischen Krankenhausaufnahmen. 1928 wurde eins von fünf Rezepten in den USA für bromhaltige Medikamente ausgestellt. Seit der Abkehr von bromidhaltigen Wirkstoffen in Arzneimitteln, beginnend Mitte der 1980er Jahre, nachdem diese 1978 rezeptpflichtig wurden, nahmen die Vergiftungen rasch ab, wodurch das Krankheitsbild zunehmend in Vergessenheit geriet. Ähnliche Suchtprobleme gab es auch bei anderen Beruhigungsmitteln (z. B. Barbiturate, Benzodiazepine).

## Symptome

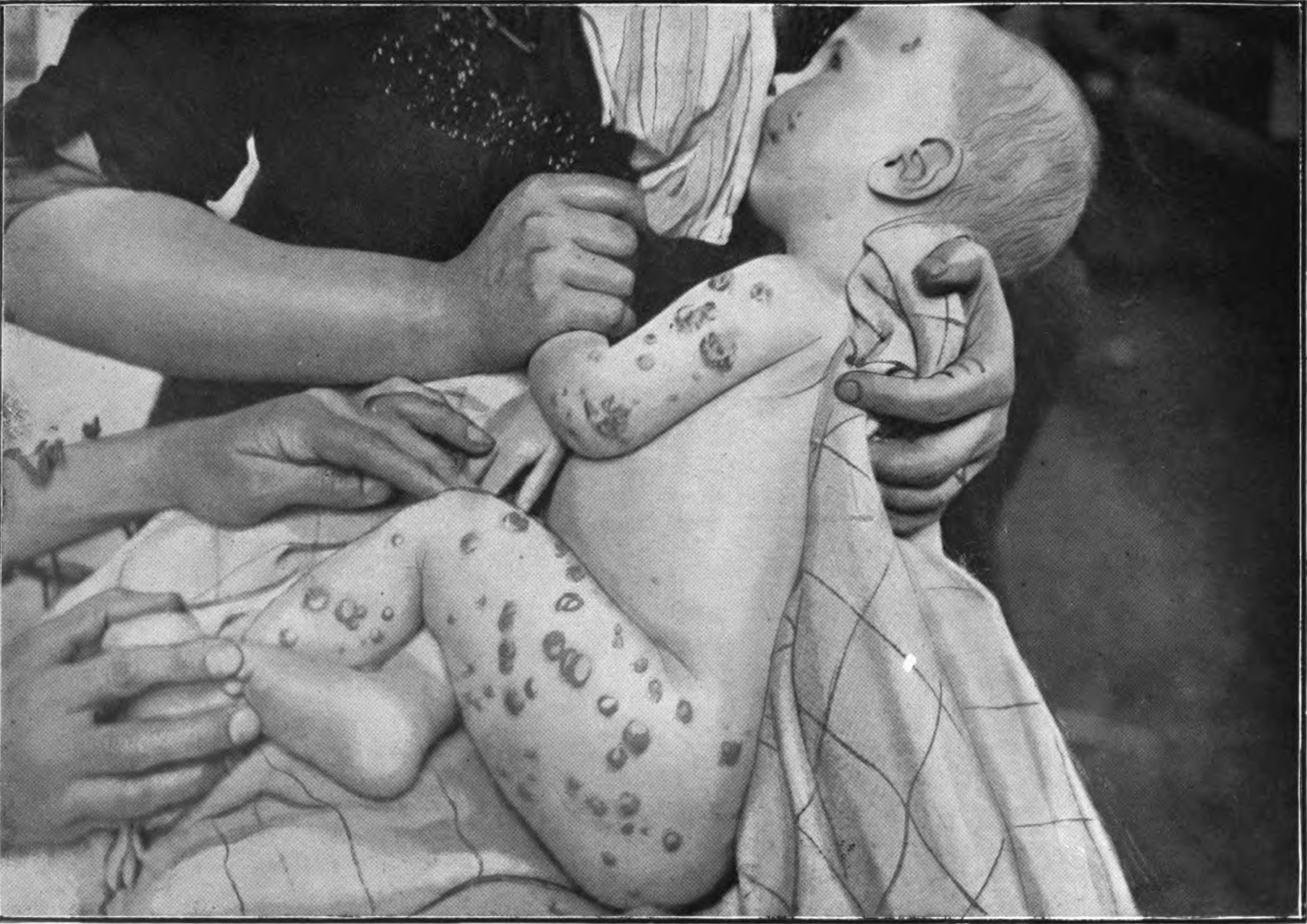
Brom-Akne

Hohe Dosen von Bromiden stören die Membranen der Neuronen, wodurch es zu Somnolenz, Psychose und Krampfanfällen kommen kann.
Die neurologische und psychiatrische Symptomatik ist variabel ausgeprägt. Dabei können Hyperexzitabilität, Irritation, Ataxie, Tremor, Benommenheit, Halluzinationen, Psychose, Schwäche, Stupor und Koma eintreten. Darüber hinaus können gastrointestinale Symptome wie Erbrechen und Appetitlosigkeit und Hauterscheinungen wie „Brom-Akne“, Abszesse und Erytheme vorkommen.

## Diagnose
Die Diagnose erfolgt durch den Nachweis von höheren Mengen von Bromiden im Blut oder Urin. Zusätzlich sind bei Bromismus häufig die Elektrolyt-, Glukose- und Kreatininwerte gestört. Ein Röntgen des Abdomens kann wegen der Röntgenopazität von Brom hilfreich sein.

## Therapie
Es sind keine spezifischen Antidote bei einer Bromidvergiftung bekannt; die Gabe von Chlorid  kann den Körper jedoch dabei unterstützen, das Brom schneller aus dem Körper auszuscheiden. Furosemid kann Patienten mit renalen Komplikationen oder bei schwerem Bromismus helfen.